# Кривин, Эммануэль
Эммануэль Кривин (фр. Emmanuel Krivine; род. 7 мая 1947, Гренобль) — французский дирижёр. Двоюродный брат политика Алена Кривина.
Кривин родился в еврейской семье (отец — из Российской империи, мать — из Польши); учился в Парижской консерватории как скрипач и альтист, занимался в мастер-классах Генрика Шеринга и Иегуди Менухина, был поощрён несколькими наградами как исполнитель (в частности, шестой премией Конкурса имени Паганини в 1968 г.), однако довольно рано под влиянием Карла Бёма переориентировался на руководство оркестром. В 1976—1983 г. Кривин возглавлял Филармонический оркестр Радио Франции, в 1987—2000 гг. Национальный оркестр Лиона, а в 2006 г. принял руководство Филармоническим оркестром Люксембурга.